# Rena (Innlandet)
Rena is een plaats in de Noorse gemeente Åmot, provincie Innlandet. Rena telt 1983 inwoners (2007) en heeft een oppervlakte van 2,24 km². Het gemeentebestuur van Åmot zetelt in Rena.
Jaarlijks in maart vindt hier de start van de Birkebeinerrennet plaats. Dit is een langlauf skirace van 54 kilometer die finisht in Lillehammer.
Op 4 januari 2000 gebeurde er ongeveer 7 kilometer ten zuiden van Rena bij Åsta een treinongeval dat 19 mensen het leven heeft gekost.
In mei 2009 richtte Anders Behring Breivik hier zijn eigen bedrijfje op, zogenaamd om groenten te telen en te verhandelen. Zo kon hij legaal aan grote hoeveelheden kunstmest komen, die hij gebruikte bij het maken van explosieven.